# Aldrovanda (növénynemzetség)
Az Aldrovanda a szegfűvirágúak (Caryophyllales) rendjébe, ezen belül a harmatfűfélék (Droseraceae) családjába tartozó nemzetség.

## Tudnivalók
Az Aldrovanda a húsevő növények egyik nemzetsége. Manapság ebből a nemzetségből, már csak egy faj létezik, az aldrovanda (Aldrovanda vesiculosa). Ezt a növénynemzetséget, Ulisse Aldrovandus olasz természetbúvárról és alkimistáról, a bolognai Botanikus Kertek alapítójáról nevezték el.
A kihalt fajokat, a fosszilizálódott magoknak és virágporoknak köszönhetően ismerünk. Az Aldrovanda inopinata nevű fajnak, a levele is megkövesedett.

## Rendszerezés
A nemzetségbe az alábbi fajok tartoznak:
- †Aldrovanda borysthenica
- †Aldrovanda clavata
- †Aldrovanda dokturovskyi
- †Aldrovanda eleanorae
- †Aldrovanda europaea
- †Aldrovanda inopinata
- †Aldrovanda intermedia
- †Aldrovanda kuprianovae
- †Aldrovanda megalopolitana
- †Aldrovanda nana
- †Aldrovanda ovata
- †Aldrovanda praevesiculosa
- †Aldrovanda rugosa
- †Aldrovanda sibirica
- †Aldrovanda sobolevii
- †Aldrovanda unica
- aldrovanda (Aldrovanda vesiculosa)
- †Aldrovanda zussii

A fenti fajokon kívül, még néhány leíratlan faj létezik.
Korábban a fenti fajok megkülönböztetését, külön fajoknak tekintését, nem fogadta el mindenki, azonban a pásztázó elektronmikroszkóp segítségével, sikerült megtanulmányozni a magok felépítését, és így azonosítani, illetve megkülönböztetni a különböző fajokat.

### Fordítás
- Ez a szócikk részben vagy egészben  az   Aldrovanda című angol Wikipédia-szócikk ezen változatának fordításán alapul.  Az eredeti cikk szerkesztőit annak laptörténete sorolja fel. Ez a jelzés csupán a megfogalmazás eredetét és a szerzői jogokat jelzi, nem szolgál a cikkben szereplő információk forrásmegjelöléseként.